# Trup zrakoplova
Trup služi za smještaj kabine za posadu, kabine za putnike kod putničkih zrakoplova (prostora za teret kod zrakoplova za prijevoz tereta), instrumenata, komandi leta i specijalne opreme. Pored toga, trup služi kao veza s krilom i repnim površinama.
Trup mora ispuniti sljedeće zahtjeve da bi u punoj mjeri odgovorio svojoj namjeni. Ove zahtjeve možemo formulirati na sljedeći način:
- oblik konture trupa treba biti aerodinamičan i sa što manjim čelnim presjekom;
- mora zadovoljiti komfor u letu;
- prijelazi na mjestima spajanja trupa s krilom i repnim površinama moraju biti takvi da stvaraju što manje otpore interferencije;
- krutost na savijanje i uvijanje mora biti dovoljna kako bi se osigurala efikasnost repnih površina;
- konstrukcija trupa mora biti takva da omogući lak ulazak u kabinu, a naročito mora omogućiti brzo napuštanje u slučaju opasnosti;
- mora osigurati dobru vidljivost kabine pilota u svim pravcima, i
- potpuna iskorištenost unutarnjeg prostora.

### Konstrukcija trupa
Osnovni elementi konstrukcije trupa i njihova uloga su:
- Oplata koja oblikuje vanjsku površinu koja uz izgled mora osigurati i povoljno opstrujavanje zraka.  Isto tako, oplata prima poprečne sile i momente uvijanja.
- Okviri imaju identičnu ulogu kao i rebra kod krila. Dijele se na: obične – čiji je zadatak da daju trupu poseban oblik i da ga sačuvaju tijekom djelovanja opterećenja; i noseće koji primaju opterećenja od drugih elemenata konstrukcije zrakoplova.
- Uzdužnice mogu biti noseći elementi trupa i njihova je uloga da prime osne – aksijalne sile, sile na istezanje ili pritisak. Mogu biti i ne noseće, kada služe kao oslonac oplati i za prijenos opterećenja na okvire.
- Ramenjače preuzimaju sile na istezanje ili pritisak i djelomično primaju momente sila koji savijaju trup. Uloga im je slična uzdužnicama, s tom razlikom što su ramenjače većih dimenzija.

Prema vrsti konstrukcije trup se može podijeliti na: rešetkaste, oblika kutije i oblika ljuske. Prva dva oblika upotrebljavaju se najčešće pri izradi manjih zrakoplova i jedrilica. Trup može biti i kombinacija, prednji dio trupa rešetkaste konstrukcije s vanjske strane profilirane u ovalan poprečni presjek, a zadnji dio ljuskaste konstrukcije.
Radi što bolje iskorištenosti unutrašnjosti trupa zrakoplovi namijenjeni za prijevoz putnika, robe ili pošte imaju trup ljuskaste konstrukcije.
Kao i kod krila zrakoplova materijali za izradu trupa su drvo, duraluminij, čelik i armirana plastika. 